# Sphenomorphus nigriventris
Sphenomorphus nigriventris är en ödleart som beskrevs av  De Rooij 1915. Sphenomorphus nigriventris ingår i släktet Sphenomorphus och familjen skinkar.
Artens utbredningsområde är Papua Nya Guinea. Inga underarter finns listade i Catalogue of Life.